# Comuna Zlatița, Sofia
Obștina Zlatița (comuna Zlatița) este o unitate administrativă în regiunea Sofia din Bulgaria. Cuprinde un număr de 4 localități.  Reședința sa este orașul Zlatița. Localități componente:
- Zlatița
- Karlievo
- Petrici
- Țărkviște

## Demografie
Componența etnică a comunei Zlatița
     Romi (2,89%)
     Bulgari (91,45%)
     Nicio identificare (4,88%)
     Altele (1,18%)
La recensământul din 2011, populația comunei Zlatița era de 5.837 locuitori. Din punct de vedere etnic, majoritatea locuitorilor (91,45%) erau bulgari, cu o minoritate de romi (2,89%). Pentru 4,88% din locuitori nu este cunoscută apartenența etnică.